# Golpe de Estado en Panamá de 1968
El golpe de Estado de 11 de octubre de 1968 fue un hecho acontecido en la noche del viernes 11 de octubre de 1968 en la República de Panamá cuando los mandos medios de la Guardia Nacional de Panamá encabezado por el mayor Boris Martínez, el teniente coronel José Humberto Ramos Bustamante, Rubén Darío Paredes y otros militares dirigieron un golpe de Estado militar, derrocando al presidente electo y constitucional Arnulfo Arias Madrid, quien tenía 11 días de haber tomado posesión del cargo.

## Antecedentes
El candidato del Partido Liberal de Panamá, Roberto Francisco Chiari, derrotó al expresidente Ricardo Manuel Arias Espinosa, candidato de la Coalición Patriótica Nacional, partido fundado por el presidente asesinado José Antonio Remón Cantera, dos cuatrienios antes y que lo llevó al solio presidencial. En ese momento era presidente de la república Ernesto de la Guardia. Chiari llegó al poder con el apoyo de los miembros de los partidos Liberal y de Panameñista, y en agradecimiento devolvió a Arias Madrid sus derechos políticos despojados en 1951, para competir en las elecciones presidenciales siguientes de 1960. Durante este lapso, en el plano internacional, Panamá experimentó unas de sus crisis más delicadas a raíz de los trágicos acontecimientos del jueves 9 de enero de 1964 (Día de los Mártires), que llevaron al rompimiento de relaciones diplomáticas con los Estados Unidos de América.

### Presidencia de Marco Robles
Después de estos hechos, ocupó la presidencia del país Marco Aurelio Robles, con credenciales dudosas al ser acusado de recurrir al fraude para ganar las elecciones presidenciales contra Arnulfo Arias. Robles era parte de la oligarquía nacional y tenía buenas relaciones con los estadounidenses y, como parte del Gobierno del presidente Chiari y al frente del Ministerio de Gobierno y Justicia, reprimió los grupos estudiantiles y las agrupaciones de la izquierda panameña.
El Gobierno de Robles se caracterizó por la inclusión de elementos de la clase media en un poder compartido con dirigentes de los partidos tradicionales de la oligarquía. Pero lejos de moralizar la conducción del Estado panameño, esta coalición ayudó a elevar la corrupción gubernamental a niveles sin precedentes en la historia panameña.

### Elecciones presidenciales de 1968
Para estos comicios, Robles apoyó la candidatura de David Samudio Ávila, quien había sido su ministro de Hacienda y Tesoro. Pero al existir disconformidades con los otros dirigentes de la alianza de gobierno, hubo deserción entre las filas gubernamentales por el antagonismo a esta candidatura.
Además el ambiente estaba caldeado por las acciones realizadas por la represión a los estudiantes y organizaciones populares, perpetrada por la Guardia Nacional, que había sido dotada de armas por Robles, con la orden de «tirar a matar». Igualmente se persiguió a la oposición: ejemplo de ello fue la toma de las oficinas de la Dirección de Cedulación en febrero de 1967. Rubén Arosemena G. denunció ante la Asamblea Nacional de Diputados de Panamá al presidente Robles por el apoyo público al Ing. Samudio. El Presidente de la República fue llevado a juicio el martes 14 de marzo y el sábado 25 de marzo, condenado y destituido del poder. La Asamblea juramentó como sucesor al vicepresidente Max del Valle, pero la Guardia Nacional impidió que la Asamblea se reuniera, mientras que Robles logró ser restituido en su cargo por la vía legal.
Luego de estos lamentables incidentes, la campaña fue uno de los torneos electorales más violentos, sucios y escandalosos en la historia electoral, aumentando otro eslabón al descrédito de la clase política panameña.

### Contendientes de las elecciones de 1968
Alianza del Pueblo
Las fifas del gobierno estaban al frente Ing. Samudio se llamaba Alianza del Pueblo, conformada por el Partido Liberal liderado por Rodolfo Chiari, Partido Progresista (Carlos Sucre), Partido Laborista Agrario (Azael Vargas), el Movimiento de Liberación Nacional (Temístocles Díaz) y también se tenía el apoyo del grupo de los hermanos Carlos y Fernando Eleta Almarán, dueños de RPC Televisión y el apoyo de la Guardia Nacional y el gobierno. Su nómina estaba compuesta por dos liberales Díaz y el Dr. Roderick Esquivel.
Unión Nacional
Las fuerzas comandadas por el Dr. Arnulfo Arias estaban congregadas en la Unión Nacional, formada por el Partido Panameñista, Partido Republicano (Marcel Penzo), Coalición Patriótica Nacional (Samuel Boyd), Tercer Partido Nacionalista (Gilberto Arias), Acción Democrática (Bernardino González Ruiz), Frente Unido (Juan de Arco Galindo), una facción del Partido Liberal dirigida por Roberto F. Chiari y el APRA (Asociación Pro Raúl Arango). La nómina estuvo formada por Arango, vicepresidente de Robles y José Dominador Bazán, fundador del Partido Republicano.
Partido Demócrata Cristiano
Por último, el candidato del Partido Demócrata Cristiano (PDC) era Dr. Antonio González Revilla, perteneciente a una familia importante de la provincia de Chiriquí.

### Proceso electoral de 1968 y resultados

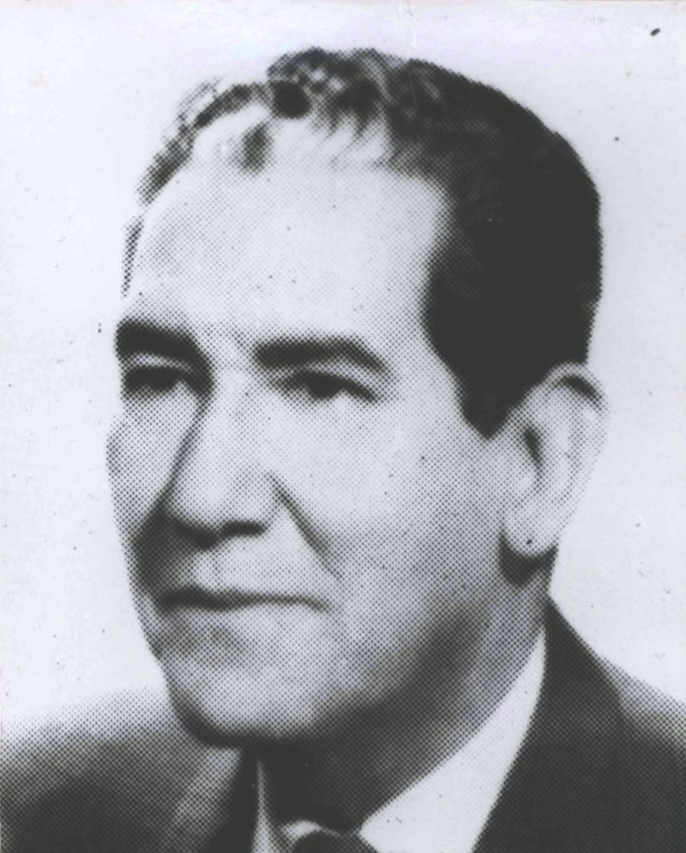
Arnulfo Arias Madrid, presidente electo de Panamá en 1968.

En el proceso electoral de 1968, el gobierno de Marco A. Robles, la Alianza del Pueblo y la Guardia Nacional, trataron por todos los medios de evitar la victoria de Arias Madrid, pero dos hechos obligaron a un cambio de rumbo: el primero fue el surgimiento del grupo moralizador de derecha, Movimiento Cívico Religioso, formado por las principales organizaciones cívicas, comerciantes, religiosas y benéficas del país; y el segundo, un cambio de actitud de la Guardia Nacional por la derrota sufrida.
El jueves 30 de mayo de 1968 Arnulfo Arias fue declarado vencedor por un margen de 41,545 votos, recibió sus credenciales, fue recibido con júbilo y fiestas por la población y consolidó su victoria con una reunión con Marco Robles y Bolívar Vallarino, jefe de la Guardia Nacional, donde pactaron que este último se jubilaría y respetaría el escalafón militar de la institución.
Las fuerzas gubernamentales trataron de falsear el resultado en las diputaciones y nada dijo el Movimiento Cívico Religioso demostrando así la decadencia moral, cívica y política a que había llegado la sociedad panameña en a fines de la década de los 60.
Después de tomar posesión por tercera vez en la historia del cargo de presidente de la república el martes 1 de octubre de 1968, Arias empezó a violentar lo pactado, haciendo cambios inesperados en las 13 zonas militares del país, y el 11 de octubre se dio el cuarto golpe de Estado militar en la historia republicana de Panamá.

## Viernes 11 de octubre de 1968
En la noche del viernes 11 de octubre de 1968, la Guardia Nacional derrocó al presidente Arnulfo Arias, que se encontraba en un cine de la ciudad. Al enterarse, se refugió en la Zona del Canal bajo el control del ejército estadounidense. El mayor Boris Martínez desde Chiriquí y el teniente coronel José Humberto Ramos Bustamante desde Santiago, comandaron el golpe de Estado.
El 12 de octubre en el periódico El Mundo (el único que circuló ese día) se indicó que una Junta Militar se había hecho cargo del poder, sin mencionar los nombres de sus integrantes y que tropas con cascos de acero y armadas con ametralladoras rodearon la residencia de Arnulfo Arias, quien logró refugiarse en la Zona del Canal. Informó, asimismo, que tiroteos esporádicos se suscitaron «en los sectores más pobres de la ciudad», mientras que el director del Hospital Santo Tomás declaró que un hombre y una mujer resultaron heridos de bala. El diario advirtió que todos los derechos civiles habían sido suspendidos.   
Durante 1968 y 1969 se había dado actividad guerrillera en la urbe y en el interior del país por parte de la Federación de Estudiantes de Panamá y otras organizaciones, así como de simpatizantes del derrocado presidente Arias. También hubo actos bélicos contra la Guardia Nacional, el cierre de diarios y se desarrolló la emisión de panfletos y escritos clandestinos. Por su parte, la Junta clausuró varios medios radiales y la Universidad de Panamá fue cerrada por varios meses.
Posteriormente se inició una campaña moralizadora liderizada por Martínez, pero llegó a su fin el lunes 24 de febrero de 1969, cuando fue enviado por Torrijos hacia Estados Unidos, a bordo de un avión junto con los coroneles Federico Boyd y José Humberto Ramos Bustamante y el mayor Humberto Jiménez. Omar Torrijos tomó las riendas del «proceso revolucionario», hasta que murió el viernes 31 de julio de 1981, al caer la avioneta en que viajaba sobre el cerro Marta, en el distrito de La Pintada, provincia de Coclé, de acuerdo a testimonio del norteamericano John Perkins, que en aquellos años trabajaba para la CIA. 
Aunque durante su Gobierno, Torrijos tuvo que sortear y frustrar otro intento de golpe de Estado por miembros de la Guardia Nacional, el martes 16 de diciembre de 1969, indiscutiblemente se convirtió en líder de la «revolución», como se llamaba al proceso que lideraba. Promovió un desarrollo social significativo de las clases más pobres, el campesinado, los indígenas, profesionales, trabajadores y las clases bajas de las ciudades de Panamá y Colón. Una liga de varios sectores de la sociedad sustentaban su doctrina «torrijista» o «torrijismo», cuyo ideal más grande y posterior legado, fue la eliminación de la Zona del Canal y la recuperación del Canal de Panamá, con la firma de un nuevo tratado con los Estados Unidos.
La fecha de término del enclave colonial fue definida: el viernes 31 de diciembre de 1999. Aunque son innegables estos aportes por parte del Gobierno que encabezó, el general Omar Torrijos Herrera dio paso a ciertos avances sociales en el país centroamericano, tampoco se puede negar que bajo su mando muchos panameños sufrieron persecución política, exilio, encarcelamientos, torturas, represión hasta llegar al homicidio, como del dirigente universitario izquierdista Floyd Britton y desapariciones como la del sacerdote católico colombiano Hector Gallego, si bien aún se desconocen los nombres de los perpetradores directos.
El proceso revolucionario del general Omar Torrijos Herrera terminó con su muerte, cuando dio pasos hacia la apertura democrática en el país. Su pensamiento era salir, junto con las fuerzas militares, del escenario político y, simplemente vigilar y garantizar que en Panamá no se volvieran a cometer los mismos actos irresponsables y de corrupción que continúan hasta la actualidad.  La participación de los militares en la política panameña luego de 1968 debe ser dividida en tres partes muy distintas:
- La era torrijista del «proceso revolucionario».
- El veranillo democrático de Rubén Darío Paredes.
- La era norieguista de la dictadura militar.

Esta última se caracterizó por el atropello colectivo. La imposición caprichosa de Manuel Antonio Noriega y sus allegados llegaría a su fin el miércoles 20 de diciembre, día de la invasión estadounidense a Panamá de 1989
Durante esta época se ocurrieron muchos asesinatos de personas inocentes y desapariciones.

## 11 de octubre en la actualidad

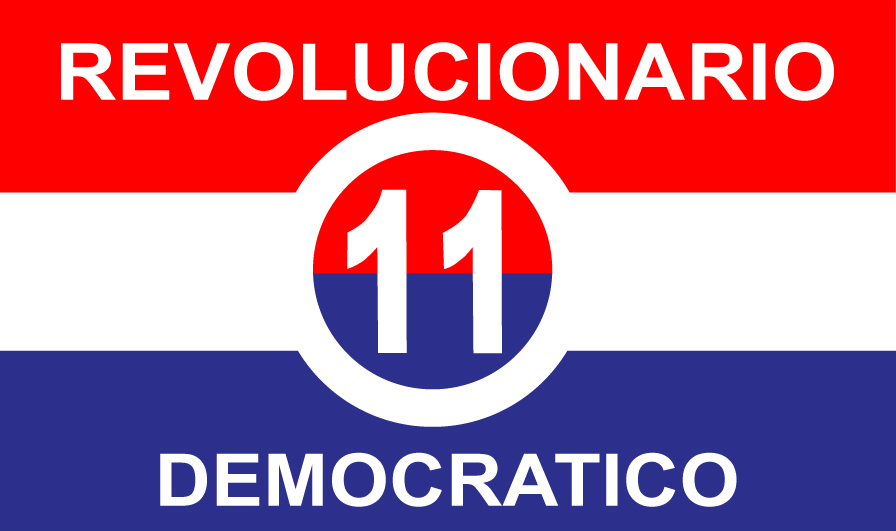
Bandera del Partido Revolucionario Democrático (PRD).

En tiempos del «proceso revolucionario» y la dictadura militar era declarado día libre, la fecha estaba incluida en la insignia de la Guardia Nacional y posteriormente de las Fuerzas de Defensa de Panamá. El grupo musical institucional de las fuerzas armadas panameñas llevaba ese nombre y hasta una importante vía en la Ciudad de Panamá se llamaba Avenida 11 de octubre.
Tras del regreso a la democracia, es un día normal de trabajo y la vía fue rebautizada como Avenida 12 de octubre, fecha en que ciertos sectores celebran el "descubrimiento" de América. El único recuerdo que perdura está en la bandera del Partido Revolucionario Democrático, que tiene un 11 en alusión a la fecha. Algunos miembros de ese partido hacen reuniones y/o manifestaciones de celebración y en el poblado de Chepo, cercano a la Ciudad de Panamá, una de las calles principales hace mención a la fecha.

## Referencia literaria
- Jasón Pérez, Brittmarie. En Nuestra Propias voces; Panamá Protesta 1968-1989. Primera Edición. Editado por Corporación La Prensa, Impreso LITHO, Editorial Chen, S.A.